# Seleção Neozelandesa de Críquete
A Seleção da Nova Zelândia, também conhecida como Black Caps ou BLACKCAPS, o nome Black Caps comecou a ser usado a partir de janeiro de 1998, após seu patrocinador na época, Clear Communications, realizar um concurso para escolher um nome para a equipe.
A primeira partida da seleção já como nação ocorreu em 1930 contra a Inglaterra , na cidade de Christchurch, Nova Zelândia. Em 1955 e 1956 o time do Black Caps venceu uma série de jogos test, Contra o West Indies no Eden Park em Auckland. Eles fizeram seu primeiro ODI na temporada 1972-73 contra o Paquistão em Christchurch. Atualmente a equipe nacional é organizada pela New Zealand Cricket.
Em 1970 o capitão Daniel Vettori substituiu o capitão mais bem sucedido da Nova Zelândia, Stephen Fleming, que dirigiu a Nova Zelândia a 28 vitórias em jogos test, mais do que o dobro do que qualquer outro capitão. Vettori perdeu sua primeira partida como capitão em um jogo contra a África do Sul. 
Nesse jogo a Nova Zelândia perdeu por 358 runs, esse jogo foi a pior derrota por corridas já sofrida pela seleção neozelandesa. Em abril de 2009, a equipe de Nova Zelândia jogou 351 partidas-teste, ganhando 18,80%, perdendo 39,88% e empatando 41,32% de seus jogos.

## Competições
A Nova Zelândia por ser uma nação test disputa as competições mais importantes do mundo no cricket entre elas se destacam: a Copa do mundo de Twenty20 Cricket, Copa do Mundo de Cricket, Test Matches, ODI (One Day International) 

## Histórico

### World Cup
- 1975: Semi Finais
- 1979: Semi Finais
- 1983: Primeira Fase
- 1987: Primeira Fase
- 1992: Semi Finais
- 1996: Quartas de Finais
- 1999: Semi Finais
- 2003: 2 Lugar
- 2007: 3 Lugar

### ICC Knockout&ICC Champions Trophy
- ICC Knockout 1998: Quartas de Finals
- ICC Knockout 2000: Campeão
- ICC Champions Trophy 2002: Primeira Fase
- ICC Champions Trophy 2004: Primeira Fase
- ICC Champions Trophy 2006: Semi Finals
- ICC Champions Trophy 2009: Não Participou

### Twenty20 World Championship
- 2007: Semi Finais
- 2009: Super Eight Stage
- 2010: Super Eight Stage

### Commonwealth Games
- 1998: Bronze medal

### World Championship of Cricket
1985: Quarto Lugar

### Austral-Asia Cup
- 1986: Semi Finais
- 1990: Semi Finais
- 1994: Semi Finais